# Ablie Jallow
Ablie Jallow (Bundung, 14 novembre 1998) è un calciatore gambiano, centrocampista del Servette e della nazionale gambiana.

## Caratteristiche tecniche
Jallow è un centrocampista abile nell'impostazione del gioco. Predilige giocare sulla fascia, ed è in grado di ricoprire anche il ruolo di esterno offensivo. Dotato di una buona tecnica di base, è in grado di dispensare molti assist utili per i compagni di squadra.

## Carriera

### Club
Nato in Gambia, Jallow inizia a giocare a calcio in patria nel Real de Banjul.
Nel 2016, durante un torneo giovanile, viene scoperto dagli osservatori della Génération Foot, squadra senegalese associata al club francese del Metz. Entra dunque a far parte della squadra senegalese, dove nella stagione 2016-2017 contribuisce alla vittoria del campionato con 18 presenze, 8 reti e 4 assist.
In virtù delle sue ottime prestazioni, ed in virtù dell'accordo tra Génération Foot e Metz che prevede il passaggio dei migliori giocatori della squadra senegalese al club francese, l'11 luglio 2017 Jallow passa a titolo definitivo al Metz. Il debutto con il Metz arriva il 18 agosto 2017 nella terza giornata di Ligue 1 contro il Monaco. Nel corso della stagione, che si conclude per il Metz con la retrocessione in Ligue 2, Jallow gioca soltanto 2 partite. L'anno successivo è confermato in prima squadra. Il debutto stagionale arriva per lui in Coupe de France contro il Lens: nell'occasione, Jallow segna il suo primo gol in maglia granata.
Nel settembre 2019 viene ceduto in prestito all'Ajaccio, militante in Ligue 2.
Terminato il prestito fa ritorno al Metz, salvo poi venire nuovamente ceduto a titolo temporaneo, questa volta ai belgi del Seraing.
Dopo essere ritornato al Metz ed esserci rimasto per tre stagioni si trasferisce, il 1° luglio 2025, agli svizzeri del Servette.

### Nazionale
Jallow è stato il capitano della nazionale Under-20 del Gambia. Il 20 giugno 2015 debutta in nazionale maggiore nella partita persa 3-1 contro il Senegal.

## Statistiche

### Presenze e reti nei club
Statistiche aggiornate al 12 ottobre 2023.
| Stagione        | Squadra         | Campionato      | Campionato | Campionato | Coppe nazionali | Coppe nazionali | Coppe nazionali | Coppe continentali | Coppe continentali | Coppe continentali | Altre coppe | Altre coppe | Altre coppe | Totale | Totale |
| Stagione        | Squadra         | Comp            | Pres       | Reti       | Comp            | Pres            | Reti            | Comp               | Pres               | Reti               | Comp        | Pres        | Reti        | Pres   | Reti   |
| --------------- | --------------- | --------------- | ---------- | ---------- | --------------- | --------------- | --------------- | ------------------ | ------------------ | ------------------ | ----------- | ----------- | ----------- | ------ | ------ |
| 2017-2018       | Metz            | L1              | 2          | 0          | CF+CdL          | 0+0             | 0+0             | -                  | -                  | -                  | -           | -           | -           | 2      | 0      |
| 2018-2019       | Metz            | L2              | 8          | 0          | CF+CdL          | 4+1             | 0+1             | -                  | -                  | -                  | -           | -           | -           | 13     | 1      |
| 2019-2020       | Ajaccio         | L2              | 11         | 1          | CF+CdL          | -               | -               | -                  | -                  | -                  | -           | -           | -           | 11     | 1      |
| 2020-2021       | Seraing         | D2              | 21+2       | 5+0        |                 | -               | -               | -                  | -                  | -                  | -           | -           | -           | 23     | 5      |
| 2021-2022       | Seraing         | D1              | 23+2       | 5+0        | CB              | 1               | 0               | -                  | -                  | -                  | -           | -           | -           | 26     | 5      |
| Totale Seraing  | Totale Seraing  | Totale Seraing  | 48         | 10         |                 | 1               | 0               |                    | -                  | -                  |             | -           | -           | 49     | 10     |
| 2022-2023       | Metz            | L2              | 34         | 6          | CF              | 2               | 1               | -                  | -                  | -                  | -           | -           | -           | 36     | 7      |
| 2023-2024       | Metz            | L1              | 3          | 1          |                 | -               | -               | -                  | -                  | -                  | -           | -           | -           | 3      | 1      |
| Totale Metz     | Totale Metz     | Totale Metz     | 47         | 7          |                 | 7               | 2               |                    | -                  | -                  |             | -           | -           | 54     | 9      |
| Totale carriera | Totale carriera | Totale carriera | 106        | 18         |                 | 8               | 2               |                    | -                  | -                  |             | -           | -           | 114    | 20     |

### Cronologia presenze e reti in nazionale
| Cronologia completa delle presenze e delle reti in nazionale ― Gambia | Cronologia completa delle presenze e delle reti in nazionale ― Gambia | Cronologia completa delle presenze e delle reti in nazionale ― Gambia | Cronologia completa delle presenze e delle reti in nazionale ― Gambia | Cronologia completa delle presenze e delle reti in nazionale ― Gambia | Cronologia completa delle presenze e delle reti in nazionale ― Gambia | Cronologia completa delle presenze e delle reti in nazionale ― Gambia | Cronologia completa delle presenze e delle reti in nazionale ― Gambia |
| Data                                                                  | Città                                                                 | In casa                                                               | Risultato                                                             | Ospiti                                                                | Competizione                                                          | Reti                                                                  | Note                                                                  |
| --------------------------------------------------------------------- | --------------------------------------------------------------------- | --------------------------------------------------------------------- | --------------------------------------------------------------------- | --------------------------------------------------------------------- | --------------------------------------------------------------------- | --------------------------------------------------------------------- | --------------------------------------------------------------------- |
| 20-6-2015                                                             | Dakar                                                                 | Senegal                                                               | 3 – 1                                                                 | Gambia                                                                | Qual. CHAN 2016                                                       | -                                                                     |                                                                       |
| 4-7-2015                                                              | Bakau                                                                 | Gambia                                                                | 0 – 1                                                                 | Senegal                                                               | Qual. CHAN 2016                                                       | -                                                                     |                                                                       |
| 8-9-2018                                                              | Bakau                                                                 | Gambia                                                                | 1 – 1                                                                 | Algeria                                                               | Qual. Coppa d'Africa 2019                                             | -                                                                     | 87’                                                                   |
| 16-10-2018                                                            | Bakau                                                                 | Gambia                                                                | 0 – 1                                                                 | Togo                                                                  | Qual. Coppa d'Africa 2019                                             | -                                                                     | 80’                                                                   |
| 17-11-2018                                                            | Bakau                                                                 | Gambia                                                                | 3 – 1                                                                 | Benin                                                                 | Qual. Coppa d'Africa 2019                                             | 1                                                                     | 76’                                                                   |
| 9-10-2019                                                             | Gibuti                                                                | Gibuti                                                                | 1 – 1                                                                 | Gambia                                                                | Qual. Coppa d'Africa 2021                                             | -                                                                     | 63’                                                                   |
| 13-10-2019                                                            | Bakau                                                                 | Gambia                                                                | 1 – 1 dts (3 – 2 dtr)                                                 | Gibuti                                                                | Qual. Coppa d'Africa 2021                                             | 1                                                                     |                                                                       |
| 13-11-2019                                                            | Luanda                                                                | Angola                                                                | 1 – 3                                                                 | Gambia                                                                | Qual. Coppa d'Africa 2021                                             | -                                                                     |                                                                       |
| 12-11-2020                                                            | Franceville                                                           | Gabon                                                                 | 2 – 1                                                                 | Gambia                                                                | Qual. Coppa d'Africa 2021                                             | -                                                                     |                                                                       |
| 16-11-2020                                                            | Bakau                                                                 | Gambia                                                                | 2 – 1                                                                 | Gabon                                                                 | Qual. Coppa d'Africa 2021                                             | -                                                                     |                                                                       |
| 25-3-2021                                                             | Bakau                                                                 | Gambia                                                                | 1 – 0                                                                 | Angola                                                                | Qual. Coppa d'Africa 2021                                             | -                                                                     |                                                                       |
| 5-6-2021                                                              | Antalya                                                               | Gambia                                                                | 2 – 0                                                                 | Niger                                                                 | Amichevole                                                            | 1                                                                     | 89’                                                                   |
| 11-6-2021                                                             | Antalya                                                               | Gambia                                                                | 0 – 1                                                                 | Kosovo                                                                | Amichevole                                                            | -                                                                     | 45’                                                                   |
| 9-10-2021                                                             | El Jadida                                                             | Gambia                                                                | 1 – 2                                                                 | Sierra Leone                                                          | Amichevole                                                            | -                                                                     | 62’                                                                   |
| 12-10-2021                                                            | El Jadida                                                             | Gambia                                                                | 2 – 1                                                                 | Sudan del Sud                                                         | Amichevole                                                            | -                                                                     | 60’                                                                   |
| 16-11-2021                                                            | Abu Dhabi                                                             | Nuova Zelanda                                                         | 2 – 0                                                                 | Gambia                                                                | Amichevole                                                            | -                                                                     |                                                                       |
| 12-1-2022                                                             | Limbe                                                                 | Mauritania                                                            | 0 – 1                                                                 | Gambia                                                                | Coppa d'Africa 2021 - 1º turno                                        | 1                                                                     | 64’                                                                   |
| 16-1-2022                                                             | Limbe                                                                 | Mauritania                                                            | 0 – 1                                                                 | Gambia                                                                | Coppa d'Africa 2021 - 1º turno                                        | -                                                                     | 83’                                                                   |
| 20-1-2022                                                             | Limbe                                                                 | Gambia                                                                | 1 – 0                                                                 | Tunisia                                                               | Coppa d'Africa 2021 - 1º turno                                        | 1                                                                     | 46’                                                                   |
| 24-1-2022                                                             | Limbe                                                                 | Guinea                                                                | 0 – 1                                                                 | Gambia                                                                | Coppa d'Africa 2021 - Ottavi di finale                                | -                                                                     | 63’                                                                   |
| 29-5-2022                                                             | Dubai                                                                 | Emirati Arabi Uniti                                                   | 1 – 1                                                                 | Gambia                                                                | Amichevole                                                            | -                                                                     | 71’                                                                   |
| 4-6-2022                                                              | Thies                                                                 | Gambia                                                                | 1 – 0                                                                 | Sudan del Sud                                                         | Qual. Coppa d'Africa 2023                                             | 1                                                                     |                                                                       |
| 8-6-2022                                                              | Brazzaville                                                           | Rep. del Congo                                                        | 1 – 0                                                                 | Gambia                                                                | Qual. Coppa d'Africa 2023                                             | -                                                                     |                                                                       |
| 24-3-2023                                                             | Bamako                                                                | Mali                                                                  | 2 – 0                                                                 | Gambia                                                                | Qual. Coppa d'Africa 2023                                             | -                                                                     | 73’                                                                   |
| 28-3-2023                                                             | Casablanca                                                            | Gambia                                                                | 1 – 0                                                                 | Mali                                                                  | Qual. Coppa d'Africa 2023                                             | -                                                                     | 45’                                                                   |
| 14-6-2023                                                             | Ismailia                                                              | Sudan del Sud                                                         | 2 – 3                                                                 | Gambia                                                                | Qual. Coppa d'Africa 2023                                             | 1                                                                     | 90+5’                                                                 |
| 10-9-2023                                                             | Marrakech                                                             | Gambia                                                                | 2 – 2                                                                 | Rep. del Congo                                                        | Qual. Coppa d'Africa 2023                                             | -                                                                     | 46’ 61’                                                               |
| 16-11-2023                                                            | Dar es Salaam                                                         | Burundi                                                               | 3 – 2                                                                 | Gambia                                                                | Qual. Mondiali 2026                                                   | -                                                                     |                                                                       |
| 20-11-2023                                                            | Dar es Salaam                                                         | Gambia                                                                | 0 – 2                                                                 | Costa d'Avorio                                                        | Qual. Mondiali 2026                                                   | -                                                                     |                                                                       |
| 19-1-2024                                                             | Yamoussoukro                                                          | Guinea                                                                | 1 – 0                                                                 | Gambia                                                                | Coppa d'Africa 2023 - 1º turno                                        | -                                                                     |                                                                       |
| 23-1-2024                                                             | Bouaké                                                                | Gambia                                                                | 2 – 3                                                                 | Camerun                                                               | Coppa d'Africa 2023 - 1º turno                                        | 1                                                                     | 77’ 84’                                                               |
| 8-9-2024                                                              | Bakau                                                                 | Gambia                                                                | 1 – 2                                                                 | Tunisia                                                               | Qual. Coppa d'Africa 2025                                             | -                                                                     | 71’                                                                   |
| 11-10-2024                                                            | Casablanca                                                            | Madagascar                                                            | 1 – 1                                                                 | Gambia                                                                | Qual. Coppa d'Africa 2025                                             | -                                                                     |                                                                       |
| 14-10-2024                                                            | El Jadida                                                             | Gambia                                                                | 1 – 0                                                                 | Madagascar                                                            | Qual. Coppa d'Africa 2025                                             | -                                                                     | 46’                                                                   |
| 15-11-2024                                                            | Berkane                                                               | Gambia                                                                | 1 – 2                                                                 | Comore                                                                | Qual. Coppa d'Africa 2025                                             | -                                                                     | 46’                                                                   |
| 18-11-2024                                                            | Radès                                                                 | Tunisia                                                               | 0 – 1                                                                 | Gambia                                                                | Qual. Coppa d'Africa 2025                                             | -                                                                     | 78’                                                                   |
| Totale                                                                |                                                                       | Presenze                                                              | 36                                                                    |                                                                       | Reti                                                                  | 8                                                                     |                                                                       |

## Palmarès

### Club
- Ligue 1 (Senegal): 1

Génération Foot: 2016-2017
- Ligue 2: 1

Metz: 2018-2019